# Kloster Humor

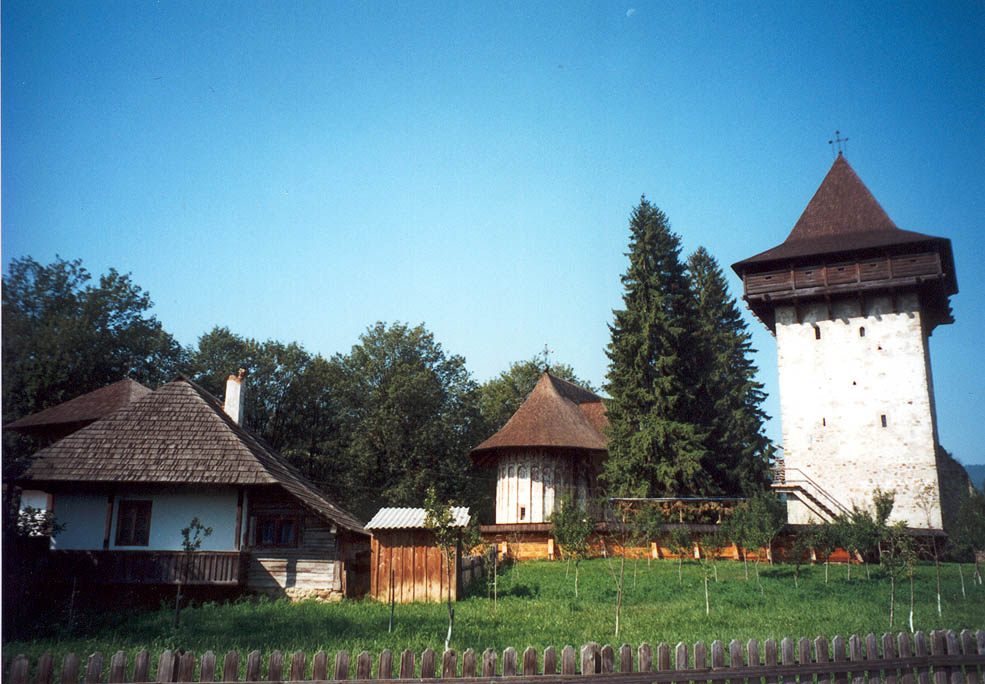
Kloster Humor

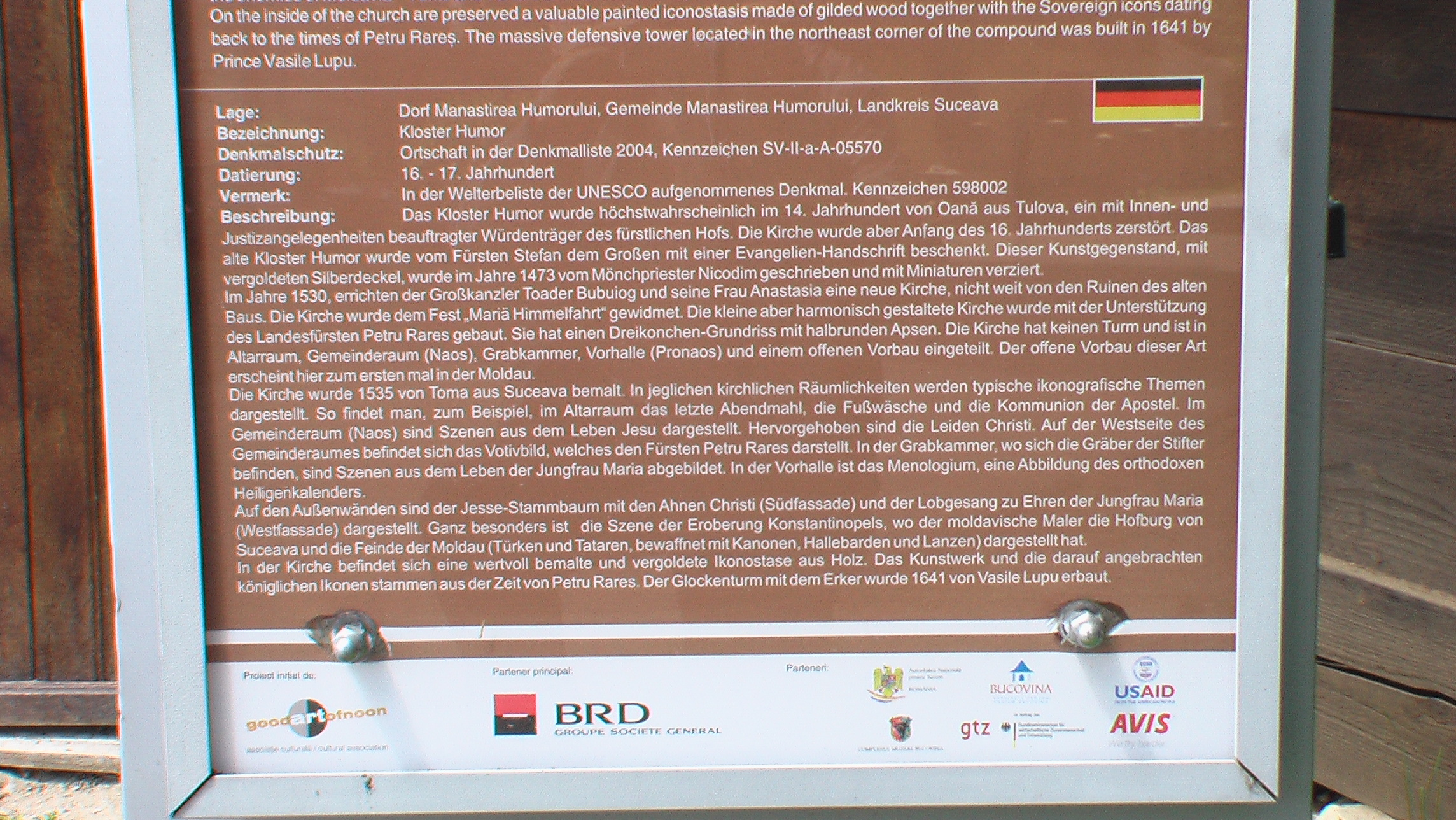
Deutsche Beschreibung

Kloster Humor (rumänisch Mănăstirea Humor) ist ein rumänisch-orthodoxes Frauenkloster und befindet sich etwa 5 km nördlich der Stadt Gura Humorului in Rumänien. Die Klosterkirche „Adormirea Maicii Domnului“ (Mariä Himmelfahrt) wurde 1993 zusammen mit anderen Kirchen in der Moldau in die Liste des UNESCO-Weltkulturerbes aufgenommen.

## Geschichte
Im Jahre 1530 ließ der moldauische Kanzler Teodor Bubuiog die heutige Kirche auf den Grundmauern eines Klosterkomplexes aus dem Jahr 1415 errichten. Die Klosterkirche war eine der ersten bemalten Kirchen im heutigen Rumänien. Die Fresken stammen vom Künstler Toma von Suceava. Zu den bekanntesten Kunstwerken in der Kirche gehört ein Bild von Stephan dem Großen. Der viereckige Turm wurde im Jahre 1641 unter der Herrschaft von Vasile Lupu errichtet. Das Kloster beherbergt eine wertvolle Ikonensammlung.

## Bildergalerie

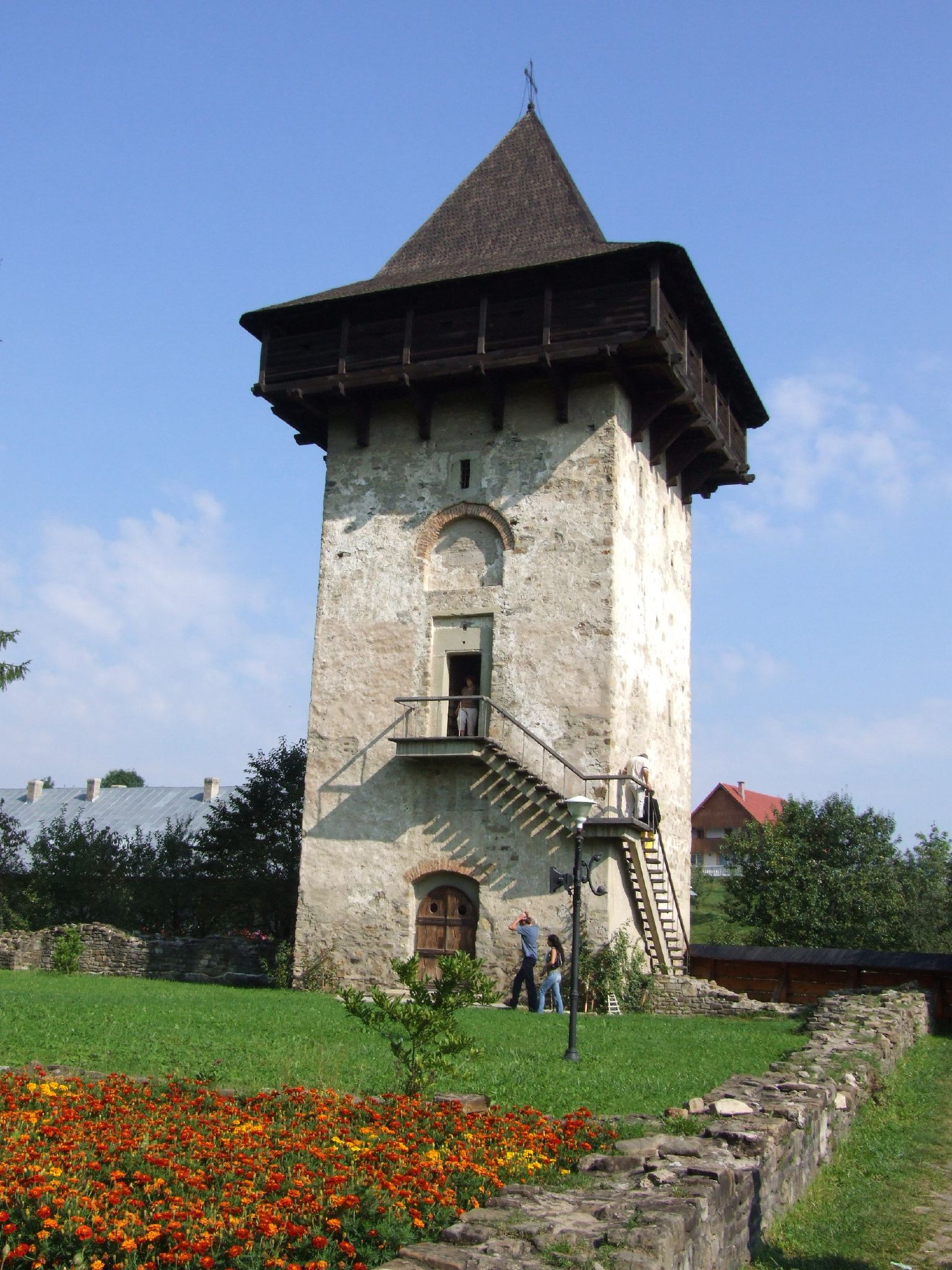
Der Turm wurde von Vasile Lupu im Jahre 1641 erbaut.
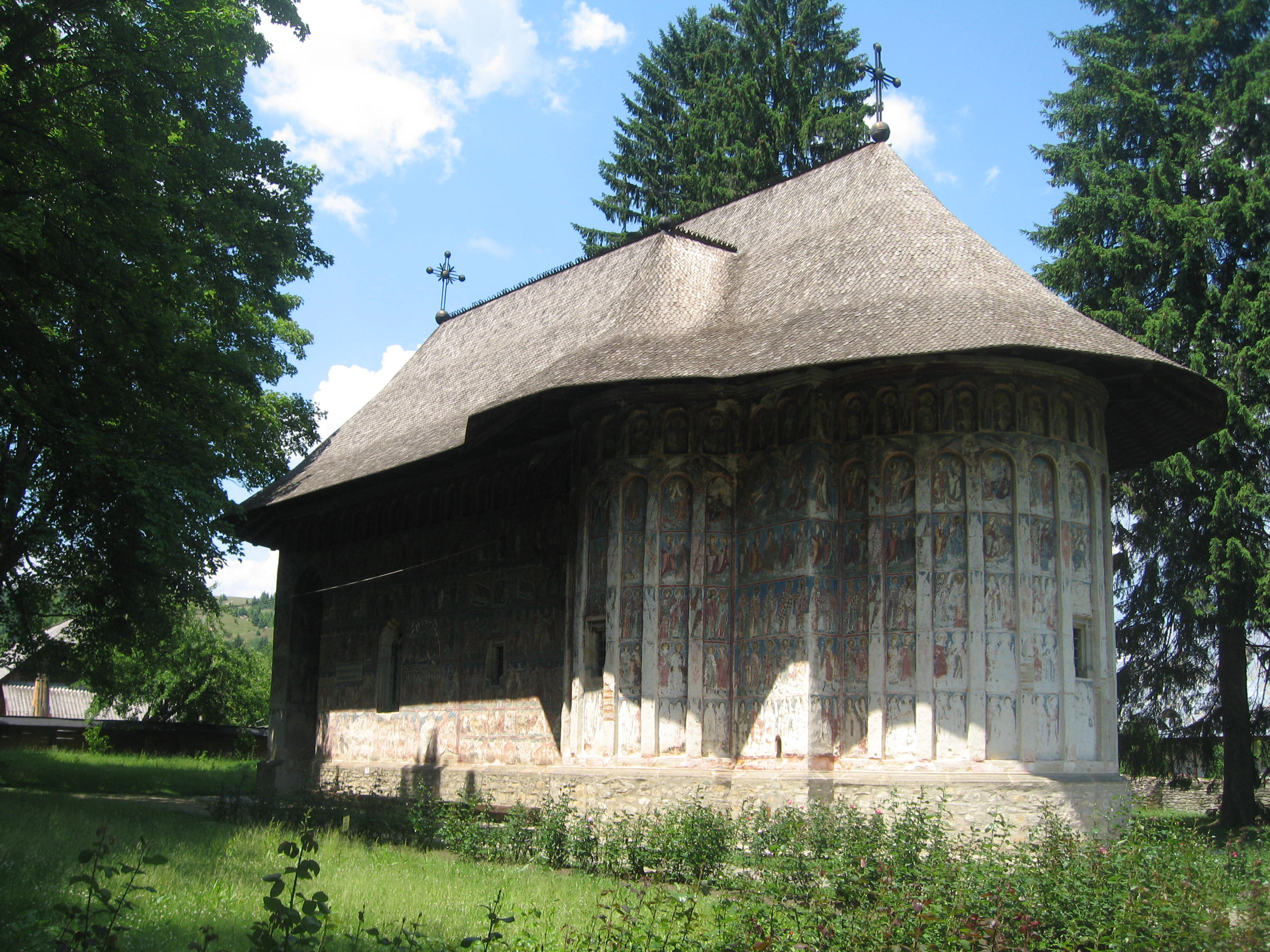
Kirche
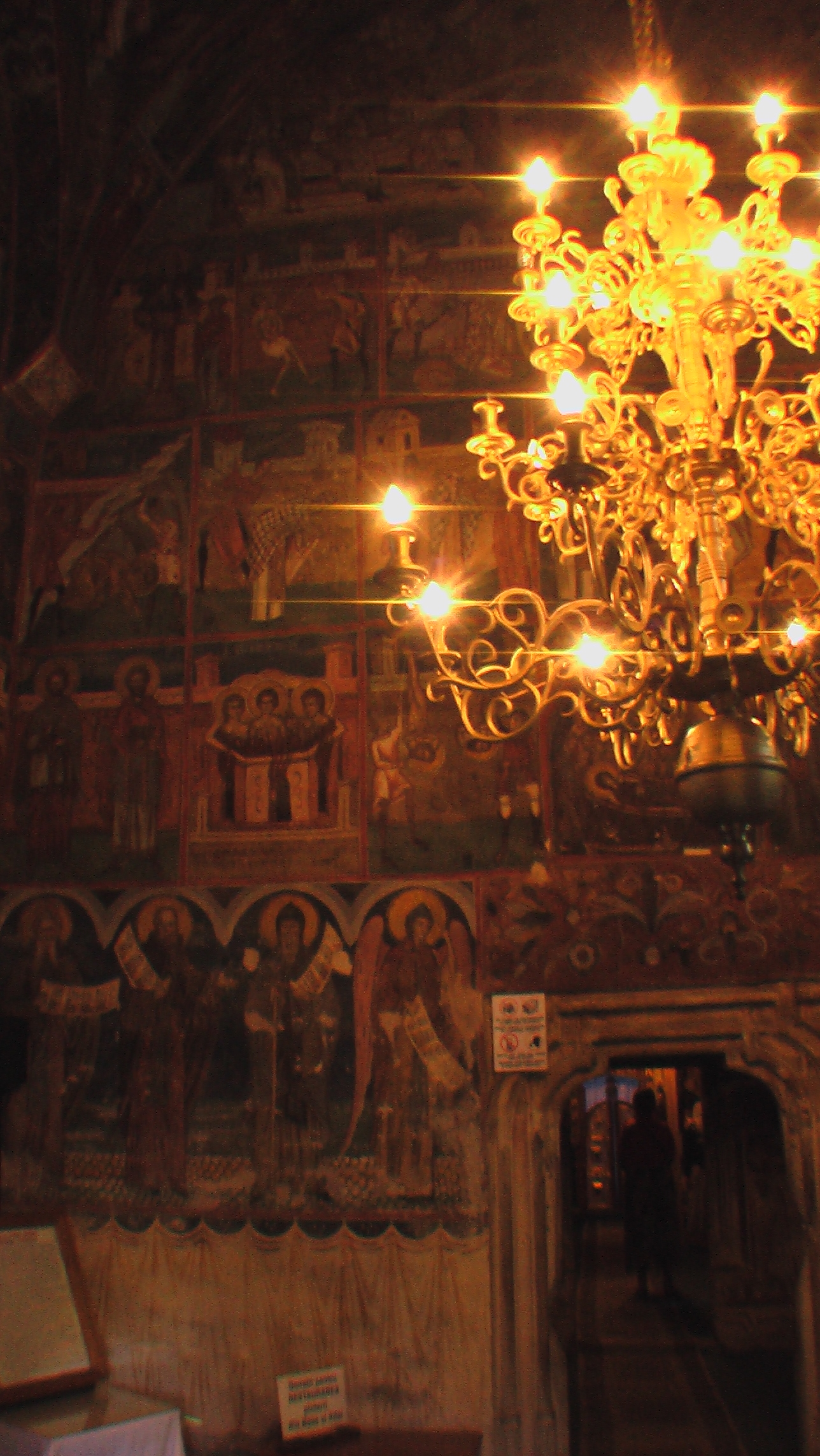
Innenansicht
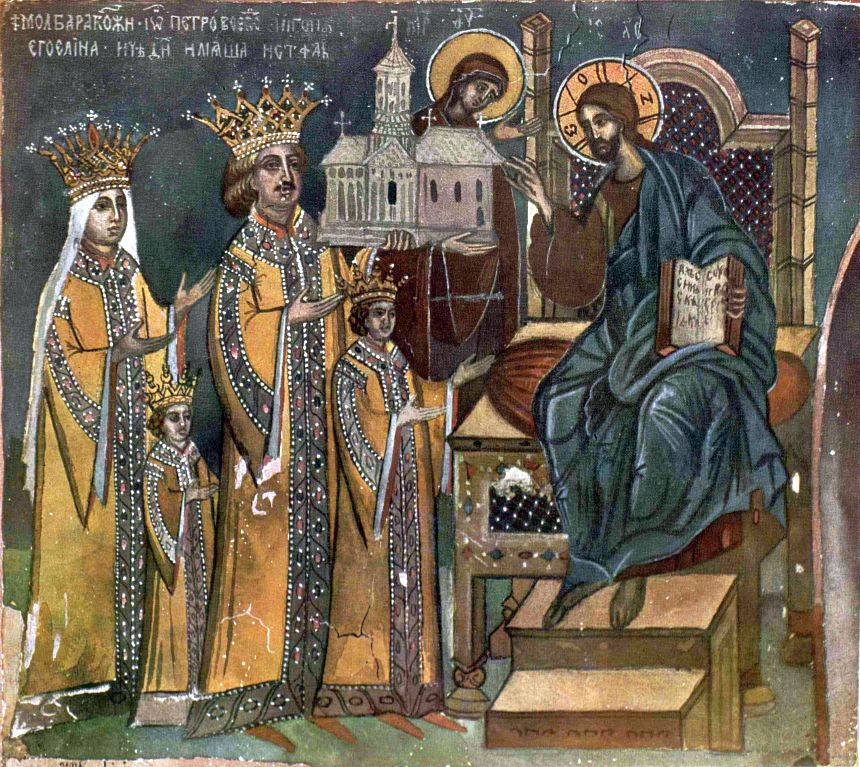
Petru Rareș